# Conocimiento tradicional

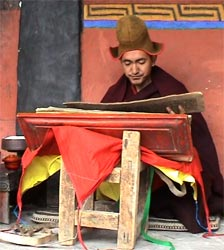
El monje budista Geshe Konchog Wangdu lee los sutras Mahayana de una antigua copia en madera del Kanjur tibetano.

Conocimiento tradicional hace referencia al conjunto de conocimientos, valores, actitudes y prácticas que comparte una comunidad en un ámbito geográfico determinado. El conocimiento tradicional es transmitido a las nuevas generaciones en espacios comunitarios y familiares. El conocimiento tradicional forma parte de la identidad cultural de la comunidad.
Los conocimientos tradicionales forman parte de un sistema cultural y pueden ser categorizados de acuerdo a las siguientes dimensiones:
- simbólica (como valores, símbolos, arquetipos, mitos, espiritualidad, religión o, a menudo, varias religiones diferentes);
- social (patrones organizativos para vínculos y apoyo familiar y comunitario, sistemas de administración, y sistemas políticos para la toma de decisiones y resolución de conflictos, etc.);
- tecnológica (habilidades, experiencia, tecnología, agricultura, cocina, arquitectura, etc.).

## Definición
A pesar de reconocer que no existe una definición universalmente aceptada de conocimiento tradicional, académicos como Fikret Berkes, han hecho esfuerzos por intentar definirlo como "un cúmulo de conocimiento, práctica y creencia, que evoluciona a base de procesos de adaptación y que pasa de generación en generación por transmisión cultural y que versa sobre la relación de los seres vivos (humanos incluidos) entre sí y con su entorno. (...) Es  un  atributo  de  sociedades con continuidad histórica, en el uso de recursos de una tierra en particular.”.
Así, el conocimiento tradicional es la información que las personas de una comunidad han desarrollado y siguen desarrollando en el tiempo, basada en la experiencia y en la adaptación a una cultura y ambiente locales. El conjunto conocimiento tradicional incluye prácticas, creencias, destrezas e innovaciones. Además, se reconoce que dicho conocimiento cambia y evoluciona intergeneracionalmente.
Otro elemento importante de la definición incluye la capacidad del conocimiento tradicional de interactuar con el medio ambiente que, al tiempo que sostiene a la comunidad y a su cultura, mantiene los recursos genéticos de su entorno para el futuro.
Asimismo, el término se ha usado de manera intercambiable con otros conceptos tales conocimiento indígena, conocimiento tradicional ecológico, conocimiento local, ciencia indígena o conocimiento popular.
A nivel internacional no se ha adoptado una definición unánime de conocimiento tradicional en tratados o instrumentos multilaterales, sin embargo, existen algunos instrumentos que aproximan algunos elementos esenciales para definirlo. Así, por ejemplo, el Convenio sobre la Diversidad Biológica, adoptada en Río de Janeiro en 1992, en su artículo 8, inciso j, esboza una definición bajo el siguiente texto:

“Con arreglo a su legislación nacional, respetará, preservará y mantendrá los conocimientos, las innovaciones y las prácticas de las comunidades indígenas y locales que entrañen estilos tradicionales de vida pertinentes para la conservación y la utilización sostenible de la diversidad biológica y promoverá su aplicación más amplia, con la aprobación y la participación de quienes posean esos conocimientos, innovaciones y prácticas, y fomentará que los beneficios derivados de la utilización de esos conocimientos, innovaciones y prácticas se compartan equitativamente; (...).”
Convenio sobre la Diversidad Biológica, artículo 8(j)

La Organización Mundial de la Propiedad Intelectual, a través del Comité Intergubernamental sobre Propiedad Intelectual y Recursos Genéticos, Conocimientos Tradicionales y Folclore, pretende adoptar, en una conferencia diplomática que se llevará a cabo en mayo de 2024, un nuevo instrumento internacional que proteja la propiedad intelectual de los conocimientos tradicionales y los recursos genéticos, sin embargo, el proyecto de instrumento ha optado por evitar definir el concepto dado que ha sido objeto de debates y no se ha logrado consenso para hacerlo, dejando que la definición se realice a nivel local por los estados que decidan adherirse al instrumento.

## Contribución a la diversidad cultural
Los conocimientos tradicionales son un recurso no solamente para las comunidades locales, sino para toda la humanidad, en cuanto permiten preservar la diversidad cultural. Según la "Declaración de la UNESCO sobre protección y promoción de las expresiones culturales" del 2005,

la diversidad cultural es patrimonio humano y debe ser reconocida y promovida a beneficio de las actuales y futuras generaciones; la diversidad cultural es necesaria para la supervivencia de la humanidad así como la biodiversidad es necesaria para la supervivencia de la naturaleza. Todas las formas de conocimiento son recursos extremamente importantes para enfrentar desafíos globales tan difíciles como, por ejemplo, el cambio climático.
UNESCO (2005) Declaración Universal sobre la Diversidad Cultural.

## Propiedad intelectual del conocimiento tradicional
Existe un debate internacional sobre si los conocimientos tradicionales deben ser protegidos o integrados de alguna manera a los esquemas de propiedad intelectual existentes. Algunos países han hecho lo propio dentro de sus legislaciones locales integrando algunas normas de protección. Sin embargo, algunos casos de extractivismo cultural por parte de algunas industrias, como la de la moda, han generado nuevas discusiones sobre la necesidad de instrumentos internacionales al respecto y la actualización de las normas locales con participación de las comunidades indígenas.
En el año 2000, la Organización Mundial de la Propiedad Intelectual creó un Comité Intergubernamental de la OMPI sobre Propiedad Intelectual y Recursos Genéticos, Conocimientos Tradicionales y Folclore (CIG) que examina las cuestiones de propiedad intelectual de los conocimientos tradicionales y las expresiones culturales tradicionales. Dicho comité, desde 2010, pugna por la posibilidad de convocar a una conferencia internacional para la creación de un instrumento jurídico internacional que regule acerca de los recursos genéticos. conocimientos tradicionales y expresiones culturales tradicionales; desde 2019, existe un primer proyecto de dicho instrumento internacional sin carácter oficial.